# 박성화 (방송인)
박성화는 대한민국의 전 GTB 아나운서이다. 남편 최대현 前 MBC 아나운서였다.